# Alexander Dierbach
Alexander Dierbach (* 27. Juni 1979 in Málaga) ist ein deutscher Filmregisseur und Drehbuchautor.
Von 1999 bis 2003 war Dierbach Produktionsassistent und Aufnahmeleiter bei verschiedenen Film- und Fernsehproduktionen. Ab 2001 studierte er Produktion und Medienwirtschaft an der HFF München. 2004 wechselte er in die Abteilung Film und Fernsehspiel.
Sein Kurzfilm Leise Krieger wurde 2004 bei den Internationalen Filmfestspielen Berlin 2004 gezeigt. Für seinen 2010 gedrehten Abschlussfilm Uns trennt das Leben wurde Dierbach 2011 mit dem Studio Hamburg Nachwuchspreis für die beste Regie ausgezeichnet.

## Filmografie
- 2002: Brudertag (Kurzfilm)
- 2004: Leise Krieger (Kurzfilm)
- 2007: Der Mondmann  (Kurzfilm)
- 2007: 7 Tage Sonntag
- 2010: Uns trennt das Leben
- 2011/2012: Countdown – Die Jagd beginnt (TV-Serie: 6 Folgen)
- 2013: Mantrailer
- 2013–2015: Alarm für Cobra 11 – Die Autobahnpolizei (TV-Serie: 4 Folgen)
- 2013: Polizeiruf 110 – Fischerkrieg
- 2014: Tatort – Großer schwarzer Vogel
- 2014: Schmidt – Chaos auf Rezept (TV-Serie: 5 Folgen)
- 2015: Tannbach – Schicksal eines Dorfes (TV-Miniserie, 3 Folgen)
- 2016: München Mord – Kein Mensch, kein Problem
- 2016: Helen Dorn – Gefahr im Verzug (TV-Reihe)
- 2016: Helen Dorn – Die falsche Zeugin
- 2017: Helen Dorn – Gnadenlos
- 2017: Helen Dorn – Verlorene Mädchen
- 2017: Keine zweite Chance (TV-Zweiteiler)
- 2018: Helen Dorn – Schatten der Vergangenheit
- 2018: Helen Dorn – Prager Botschaft
- 2018: Tannbach II – Schicksal eines Dorfes (TV-Miniserie, 3 Folgen)
- 2018: Passagier 23 – Verschwunden auf hoher See (TV-Film)
- 2019: Weil du mir gehörst (TV-Film)
- 2021: Stralsund (TV-Serie: 2 Folgen)
  -  Das Manifest
  -  Medusas Tod
- 2021: Wolfsland: Böses Blut (TV-Serie: 1 Folge)
- 2021: Wo ist die Liebe hin (Fernsehfilm)
- 2022: Der Irland-Krimi: Preis des Schweigens (TV-Serie: 1 Folge)
- 2023: Die Saat – Tödliche Macht (Fernseh-Sechsteiler)
- 2024: Tödliche Schatten
- 2025: Polizeiruf 110: Böse geboren (Fernsehreihe)

## Auszeichnungen
- Für Brudertag:
  - 2001: Bayerischer Jugendfilmpreis
- Für Leise Krieger:
  - 2006: Best Production Design Los Angeles Film Festival
  - 2006: 2. Preis der Jury Film nach 8 Festival
  - 2006: Worldfest Houston Crystel Vision Award
  - 2006: New York International Film Festival Grand Jury Price
  - 2006: APRA Hollywood International Filmfestival „Best international Short“
  - 2007: Brilliant Light International Film Festival L.A. „Best Short“
- Für Uns trennt das Leben:
  - 2011: Studio Hamburg Nachwuchspreis „Beste Regie“
- Für Polizeiruf Rostock – Fischerkrieg:
  - 2013: „Der Hoffnungsschimmer“ der Vereinigung der Berufsverbände Film und Fernsehen
- Für Tannbach – Schicksal eines Dorfes:
  - 2015: Nominierung Grimme-Preis in der Kategorie „Fiktion Serien&Mehrteiler“
  - 2015: Magnolia Award beim Shangai TV Festival
  - 2016: Jupiter Award „Bester TV-Spielfilm“
  - 2016: Goldene Nymphe, Festival de Télévision de Monte-Carlo
  - 2016: Rockie Award, Banff World Media Festival